# Curse of Enchantia
Curse of Enchantia – komputerowa gra przygodowa, stworzona w 1992 roku przez firmę Core Design i wydana na platformy Amiga oraz PC DOS. Curse of Enchantia opowiada historię Brada, młodego chłopca przeniesionego z Ziemi do magicznego świata Enchantia, który musi pokonać złą czarownicę aby uwolnić siebie i całą krainę od tytułowej klątwy.

## Fabuła
Akcja gry ma miejsce w położonej w innym wymiarze baśniowej krainie Enchantia, rządzonej przez potężną i złowrogą czarownicę. Przez wiele lat okrutnie gnębiła ona mieszkańców krainy, dopuszczając się najgorszych możliwych nieprawości i nikt nie był w stanie jej powstrzymać. Ludność Enchantii żyła nadzieją, że ich problem rozwiąże się sam, gdyż nawet mistrzyni czarnej magii nie była w stanie żyć bez końca, jednak ta znalazła sposób na stworzenie eliksiru wiecznej młodości. Gracz wciela się w postać młodego amerykańskiego chłopca o imieniu Brad, którego to zła królowa porwała mocą swych czarów wprost z boiska do gry w baseball i zamknęła w lochu. Przebrany w średniowieczny strój i skuty kajdanami, wisi do góry nogami aby stać się ostatnim składnikiem magicznej mikstury. Wiedźma triumfuje, jednak szybko okaże się, że nie doceniła sprytu Brada, który to może stać się wybawcą krainy. Pod kontrolą gracza, chłopiec ucieka z więzienia, a następnie, wiedziony przepowiednią, udaje się w poszukiwanie trzech pochodzących z Ziemi przedmiotów, które pozwoła mu zwyciężyć zło i zniszczyć czarownicę. Po drodze bohater przemierza między innymi dno zamkowej fosy, podziemną jaskinię, górską skarpę, wulkaniczną wyspę-śmietnisko, lodową krainę wraz z pałacem Królowej Śniegu, oraz cmentarz nawiedzony przez wampira. Ostatecznie, po dostaniu się do zamku czarownicy, Brad zmierzy się z nią, aby raz na zawsze pokrzyżować jej plany i oswobodzić Enchantię, a samemu szczęśliwie powrócić do domu.

## Rozgrywka
Curse of Enchantia to graficzna gra przygodowa typu wskaż i kliknij, używająca interfejsu użytkownika opartego na pasku ikon akcji. Gra zawiera także kilka elementów zręcznościowych. W odróżnieniu od większości gier przygdowych, główny bohater nie może zginąć nawet w niebezpiecznych sytuacjach, a gra nie zawiera żadnych dialogów i prawie w ogóle jakiegokolwiek tekstu (w nielicznych rozmowach używane są piktogramy).

## Produkcja
Gra oryginalnie zatytułowana była Zeloria i miała być grą przygodowo-zręcznościową, zanim autorzy zdecydowali się na grę bardziej w rodzaju produkcji przygodowych firm Sierra On-Line i Lucasfilm, jednak na swój własny sposób. Wydana została pod koniec 1992 roku, w tym opcjonalnie także jako jedna z pierwszych pozycji wydanych na nośniku CD-ROM. W inspiracje dla jej fabuły wliczały się książki Czarnoksiężnik z Krainy Oz i Lew, czarownica i stara szafa. Ze względu na podobieństwa w fabule, uważana jest też czasem za komediową wersję gry przygodowej Lure of the Temptress, wydaną w tym samym roku.

## Odbiór gry
Brak tekstu, oraz liczne nielogiczne zagadki, były częstym obiektem krytyki wobec gry. Pomimo tego, chwalono dobrej jakości grafikę. Curse of Enchantia w większości uzyskała pozytywne recenzje w polskiej i dobre oceny w zagranicznej prasie branżowej. Retrospektywnie, Wirtualna Polska przyznała grze 27. miejsce w rankingu najlepszych gier na Amigę, z kolei magazyn PSX Extreme przyznał jej 26. miejsce w rankingu „Amiga Top30”.